# Zadnji valček
Zadnji Valček je bil koncert kanadsko-ameriške rock skupine The Band na dan zahvalnosti, 25. novembra 1976, v dvorani Winterland v San Franciscu. Zadnji Valček so oglaševali kot »poslovilni nastop« skupine The Band, na odru so se ji pridružili številni gostje, med njimi Bob Dylan, Paul Butterfield, Neil Young, Emmylou Harris, Ringo Starr, Ronnie Hawkins, Dr. John, Joni Mitchell, Van Morrison, Muddy Waters, Ronnie Wood, Neil Diamond, Bobby Charles, The Staple Singers in Eric Clapton. Glasbeni direktor za koncert je bil originalni producent skupine John Simon.
Dogodek je režiser Martin Scorsese posnel in izdal kot dokumentarec z istim imenom, ki je izšel leta 1978. Jonathan Taplin, ki je od 1969 do 1972 skrbel za Band na turnejah in ki je kasneje produciral Scorsesejev film Mean Streets, je predlagal  Scorseseja kot idealno izbiro za režiserja projekta in ga predstavil Robbieju Robertsonu. Taplin je bil izvršni producent projekta. Film kaže posnetke s koncerta, občasno zvočne posnetke iz studia in pogovore Scorseseja s člani skupine. Zvočni zapis dokumentarca sta v obliki treh LP-jev izdala Simon in Rob Fraboni leta 1978. Film je kot DVD izšel leta 2002, hkrati s škatlo s štirimi CD posnetki s koncerta in z njim povezanimi studio posnetki.
Zadnji Valček velja za enega največjih koncertnih filmov vseh časov, padale pa so kritike zaradi osredotočenosti na Robertsona.

## Povzetek filma
Dokumentarni film, ki se začne z navodilom »Ta film je treba igrati na glas!«, opisuje vplive na The Band in njihovo kariero. Skupina—Rick Danko, bas, violina in vokal; Levon Helm na bobnih, mandolini in vokal; Garth Hudson na tipkah in saksofonu; kantavtor Richard Manuel na klaviaturi, tolkalih in vokal; in pa kitarist, tekstopisec in občasen vokalist Robbie Robertson—so začeli igrati proti koncu petdesetih kot rock and roll skupina pod vodstvom Ronnieja Hawkinsa, ki se tudi pojavi kot prvi gost. Skupina je v šestdesetih igrala z Bobom Dylanom, ki prav tako nastopi z njimi proti koncu koncerta.
Tudi različna druga znana imena so zraven: Muddy Watters, Paul Butterfield, Neil Young, Joni Mitchell, Van Morrison, Dr. John, Neil Diamond in Eric Clapton. Zvrsti vključujejo blues, rock and roll, New Orleans R&B, Tin Pan Alley pop, folk in rock. Nadaljnje zvrsti pridejo na vrsto v segmentih, posnetih kasneje, z Emmylou Harris (country) in Staple Singers (soul in gospel)
Film se začne z zadnjo pesmijo večera, ko skupina kot poslednji encore zaigra cover verzijo uspešnice Marvina Gayea »Don't Do It«. Film nato skoči nato na začetek koncerta, ki mu potem bolj ali manj kronološko sledi. Band, ob podpori obsežne sekcije pihal, tekom filma odigra številne uspešnice, kot so »Up on Cripple Creek«, »Stage Fright« in »The Night They Drove Old Dixie Down«.
Pesmi v živo pesmi se menjajo s posnetki v studio in intervjuji režiserja, v katerih se skupina spominja svoje preteklosti. Robertson tako pripoveduje, kako se jim je Hudson pridružil pod pogojem, da mu drugi člani plačajo vsak po 10 dolarjev na teden za glasbeni pouk. Klasično izobraženi Hudson je tako lahko dal svojim staršem vedeti, da je učitelj glasbe, ne pa rock and roll muzikant. Robertson tudi opisuje nadrealistično vzdušje, ko so igrali v požganem nočnem klubu Jacka Rubyja.
Manuel se spominja, da se je Band v prvih letih imenoval med drugim tudi »The Honkies« in »The Crackers«. Ker so jim Dylan in njihovi prijatelji ter sosedje v Woodstocku, New York, pravili enostavno »skupina« - The Band - so na to ime pristali konec koncev tudi sami.
Danko pospremi Scorseseja skozi studio Shangri-La in mu predvaja posnetek "Sip the Wine",skladbe z njegovega bodočega solo albuma  Rick Danko iz leta 1977.
Tema, na katero se film v pogovorih z Robertsonom vedno znova vrača, je pomen koncerta kot znaka za konec obdobja 16 let na cesti in za začetek sprememb. »Zadnji Valček je: šestnajst let na cesti. Številke postajajo počasi srhljive,« pravi Robertson. »Dvajset let na cesti mislim da ne bi preživel. Še misliti ne bi hotel o tem.«